# دیانا آبکار
دیانا آناهیت آبکار (ارمنی: Անահիտ Հովհաննեսի Աբգարյան) (یا دیانا آبگار یا آناهیت آقابگیان) (به ارمنی: Աղաբեկյան) (زاده ۱۷ اکتبر ۱۸۵۹ - درگذشته ۸ ژوئیه ۱۹۳۷ نخستین زنی است که نامش در جهان به عنوان سیاست‌مدار به ثبت رسیده‌است او سفیر دولت ارمنستان در ژاپن بود.

## زندگی
وی در ۱۷ اکتبر ۱۸۵۹م، در یک خانوادهٔ ارمنی، در رانگون، متولد شد. پدرش هوُانس آقابِک از ارمنیان ایران بود که پس از ازدواج با زمروخت آوِتومیان، دختری از ارمنیان شیراز، برای گسترش فعالیت‌های بازرگانی خود اصفهان را ترک و تجارتخانهٔ خود را در برمه تأسیس کرد.
دیانا، که هفتمین و آخرین فرزند خانوادهٔ آقابک بود، تحصیلات خود را در مدارس ارمنیان کلکته به پایان رساند و پس از بازگشت به خانه در ۲۹ سالگی با یک جوان ارمنی اهل جلفا به نام میکائیل آبکار، از بازرگانان جلفای اصفهان، که به کار تجارت ابریشم بین هندوستان و ژاپن اشتغال داشت، ازدواج کرد.

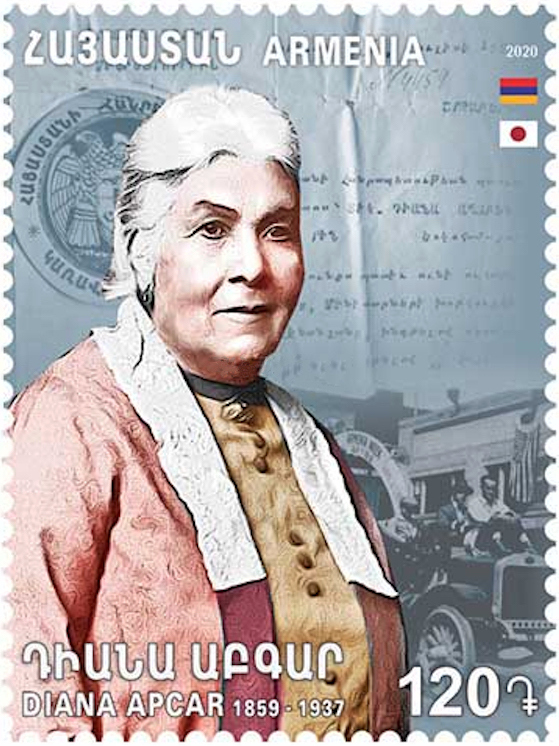

آبکار نیز، در ۱۸۹۱م، به همراه دیانا و دختر چند ماهه‌شان، یانگون را ترک گفتند و در کوبه ژاپن مستقر شدند و تجارتخانهٔ جدید خود را به همراه مهمانخانه‌ای در این شهر بندری تأسیس کردند.
دیانا یک سال پس از اقامت در کوبه نخستین رمان خود را با نام (سوزان) منتشر ساخت. چندی بعد نیز رمان دوم خود را به نام (داستان‌های خانگی جنگ)، در مورد مردم ژاپن، به چاپ رساند.
میکائیل و دیانا صاحب چهار فرزند دیگر شدند که دو فرزندشان به علت بیماری فوت کردند، به غیر از فرزند اول خانوادهٔ آبکار مابقی فرزندان و حتی نوه‌های آن‌ها در ژاپن متولد شدند. در ۱۹۰۶م میکائیل آبکار به علت بیماری درگذشت.
با کشتار ارمنیان آدانا به دست دولت عثمانی، دیانا، که نمی‌توانست بی‌تفاوت از کنار این موضوع بگذرد، مطالبی در این خصوص در روزنامه‌های ژاپن منتشر ساخت و برای جلب حمایت مردم ژاپن سخنرانی‌هایی کرد که انعکاسی گسترده در روزنامه‌های ژاپن داشت.
پس از کشتار ارمنیان به دست حکومت عثمانی، حدود پانصد تن از ارمنیان، که توانسته بودند با گذشتن از سیبری در پایان ۱۹۱۰م خود را به شهر بندری ولادی وستوک برسانند، در شرایط بسیار وخیمی به سر می‌بردند. این گروه از ارمنیان زندگی خود را مدیون این زن نیکوکارند، او با استفاده از نفوذ خود در بین دولتمردان ژاپن توانست با جلب کمک‌های دولتی به یاری آنان بشتابد، شماری را به ژاپن منتقل سازد و تحت سرپرستی خود قرار دهد و برای مابقی نیز امکانات زندگی فراهم آورد.
دیانا آبکار که به غیر از زبان مادری خود ارمنی، به زبان‌های انگلیسی، هندی و ژاپنی تسلط کامل داشت. پس از استقلال ارمنستان دیانا آبکار، که نفوذ بسیاری در بین دولتمردان ژاپن داشت، آنان را ترغیب به شناسایی استقلال ارمنستان کرد و سرانجام در ۷ مارس ۱۹۲۰م ژاپن استقلال ارمنستان را به رسمیت شناخت و طی نامه‌ای رسمی این موضوع را به کشورهای شرکت‌کننده در کنفرانس صلح پاریس اعلان داشت.
در ۲۱ ژوئیه ۱۹۲۰م، هامو اوهانجانیان، وزیر امور خارجهٔ وقت ارمنستان، طی حکمی دیانا آبکار را به سمت سفیر ارمنستان در ژاپن منصوب کرد. آبکار نخستین زنی است که به این سمت منصوب شد. در اول سپتامبر ۱۹۲۳م زلزله‌ای مهیب شهر یوکوهاما را با خاک یکسان کرد و بیش از ۱۴۳ هزار کشته بر جای گذاشت. هر چند دیانا و خانواده اش از این حادثه جان سالم به در بردند خانه و تجارتخانهٔ آنان ویران شد و در آتش سوخت.
در پی این واقعه دیانا به همراه خانواده‌اش به کوبه مهاجرت کردند و با امکانات بسیار محدودی که داشت، بار دیگر کار تجارت را از سر گرفت. در همین ایام بود که یکی از دختران وی به همراه خانوادهاش از دیانا جدا شد و به آمریکا مهاجرت کرد.
از ۶۵ سالگی بیماری و ضعف بینایی و شنوایی مانع از فعالیت دیانا شد و او به ناچار مسئولیت ادارهٔ تجارتخانه را به پسرش سپرد. او در ۸ ژوئیهٔ ۱۹۳۷م درگذشت و در قبرستان مسیحیان شهر یوکوهاما، در کنار همسرش، با حضور ارمنیان ژاپن و شماری از دولتمردان این کشور به خاک سپرده شد.
پس از مرگ دیانا و به علت به وجود آمدن شرایط جنگی در ژاپن دختر دوم دیانا نیز به همراه خانواده نزد خواهرش به ایالات متحده آمریکا مهاجرت کرد.

## برای مطالعهٔ بیشتر
- زنان روزنامه‌نگار و اندیشمند ایران: نخستین پژوهش دربارهٔ زنان روزنامه‌نگار پدید آورنده شیخ الاسلامی، پری